# Franz Lehár
Franz Lehár, węg. Ferenc Lehár (ur. 30 kwietnia 1870 w Komárnie, Austro-Węgry, zm. 24 października 1948 w Bad Ischl, Austria) – węgierski kompozytor operetkowy. Jego twórczość operetkowa jest porównywana do twórczości Johanna Straussa II.
Franz Lehár urodził się 30 kwietnia 1870 r. w Komárnie, niewielkim mieście położonym w granicach monarchii austro-węgierskiej. Pierwsze kroki w zakresie edukacji muzycznej stawiał w domu, pod pilnym nadzorem swego ojca. Gdy ukończył 12 lat, rodzina wysłała go na naukę gry na skrzypcach do konserwatorium muzycznego w Pradze, gdzie jednocześnie poszerzał swoje umiejętności kompozytorskie u znanego nauczyciela Fibicha. Całą ostatnią dekadę XIX wieku prowadził własne orkiestry w różnych miastach państwa austro-węgierskiego, w tym w Puli, Trieście, Budapeszcie i Wiedniu. Komponowane przez niego walce i marsze cieszyły się dużą popularnością wśród miłośników muzyki poważnej.
W 1905 r. ogromny sukces i sławę przyniosła Lehárowi operetka Wesoła wdówka, której premiera odbyła się w Wiedniu. Dzięki niej kompozytor zyskał olbrzymią reputację i szacunek, a także środki niezbędne na poświęcenie się w pełni tworzeniu muzyki. W ciągu kolejnych trzech dekad powstało blisko trzydzieści nowych dzieł, które rozsławiły Lehára na całym świecie i uczyniły prawdziwie bogatym. Lekkie i frywolne, a zarazem szybko wpadające w ucho melodie wspaniale oddawały atmosferę Wiednia z początku XX wieku. W 1934 r. muzyk zakończył swą karierę kompozytora, poświęcając czas prowadzeniu wydawnictwa muzycznego.
Z chwilą pierwszego triumfu nazistów w Europie Lehár ukrywał się w swojej posiadłości w Bad Ischl. Podziw Hitlera i Goebbelsa dla genialnej muzyki kompozytora ocalił życie jego żonie, Sophie, z pochodzenia Żydówce. Wielu jego przyjaciół zginęło jednak w obozach koncentracyjnych. Muzyk nigdy nie wystąpił otwarcie przeciw nazistowskiemu reżimowi. Po zakończeniu wojny wraz z żoną przeniósł się do Szwajcarii. Zmarł 24 października 1948 roku w Bad Ischl.
Lehár był uznanym kompozytorem i muzykiem. Jego dzieła zachwycają szeroką paletą barw muzycznych, a wkład w rozwój opery i operetki jest niezaprzeczalny. Utwory odznaczają się odcieniem ironii i szczególną lotnością, zmieszanymi z nutami nostalgii i wyrafinowania. Lehár był ostatnim wielkim twórcą operetki wiedeńskiej. Oprócz utworów scenicznych pisał również partytury dla filmu, poematy symfoniczne, koncerty na skrzypce, walce i marsze, utwory na fortepian oraz niezliczone piosenki. Do jego najważniejszych dzieł należą: Wesoła wdówka, Hrabia Luksemburg, Cygańska miłość, Paganini, Carewicz i Kraina uśmiechu.

## Życiorys

### Rodzice
Ojciec kompozytora, również Franz, pochodził z rodziny rzemieślniczej, wywodzącej się z północnych Moraw, z terenów, gdzie wpływy języka czeskiego mieszały się z niemieckim. Jego pradziadek, pochodzący z Francji i noszący jeszcze nazwisko Le Harde, osiedlił się w 1770 roku w wiosce Brünnels koło Hohenstadt, należącej do włości księcia Liechtensteina, gdzie założył warsztat szklarski. W 1782 roku urodził się jego syn Johann, a w 1810 wnuk Josef. Josef wywędrował z rodzinnej wsi do położonej niedaleko Ołomuńca wioski Schönwald, gdzie w 1829 roku poślubił starszą od siebie o 6 lat córkę bogatego chłopa Georga Polacha, Annę. Żona, oprócz sporego majątku, wniosła mężowi w posagu ładny głos i wrodzoną muzykalność. Zaważyło to na losie synów. Wprawdzie najstarszy Johann (ur. 1830) przejął po ojcu warsztat szklarski, ale dwaj młodsi Anton (ur. 1834) i Franz (ur. 1838) zajęli się zawodowo muzyką. Anton został miejskim dyrektorem muzycznym w pobliskim Šternberku. Franz nauczywszy się gry na 10 instrumentach (wszystkich smyczkowych, trąbce, rogu, klarnecie i perkusji), przez dwa lata pracował w orkiestrze wiedeńskiego Theater an der Wien. W 1859 roku został wcielony do wojska, do orkiestry 50. pułku piechoty. Brał udział w bitwach pod Magentą i Solferino, a w 1863 roku, w wieku 25 lat został mianowany najmłodszym kapelmistrzem cesarskiej armii. Po klęsce armii austriackiej w wojnie z Prusami, pułk został przeniesiony do węgierskiego Komárom nad Dunajem. Mieszkańcy 13-tysięcznego miasteczka, ostrzelanego w 1849 roku przez austriacką artylerię, odnieśli się do austriackich żołnierzy niezbyt przyjaźnie. Franz znalazł jednak drogę do domu mieszkającej na obrzeżach miasta wdowy i do serca jej dwudziestoletniej córki, Christiny Neubrandt. Po czteromiesięcznym narzeczeństwie, mimo że Franz prawie nie mówił po węgiersku, a jego narzeczona po niemiecku, 4 maja 1869 roku wzięli ślub.
Rodzina Christiny, Neubrandtowie, przywędrowała do Komárna ze Szwabii, szybko się jednak zasymilowała. Ojciec Christiny trudnił się wyrobem mydła i świec. W 1848 roku wziął udział w powstaniu węgierskim. Chrisitina przyszła na świat 15 marca 1849 roku, na parę dni przed zniszczeniem miasta przez austriacką artylerię. Po klęsce Węgrów, ojciec Christiny, załamany, wycofał się z interesów. Zmarł w 1866 roku od zakażenia krwi.

### Dzieciństwo

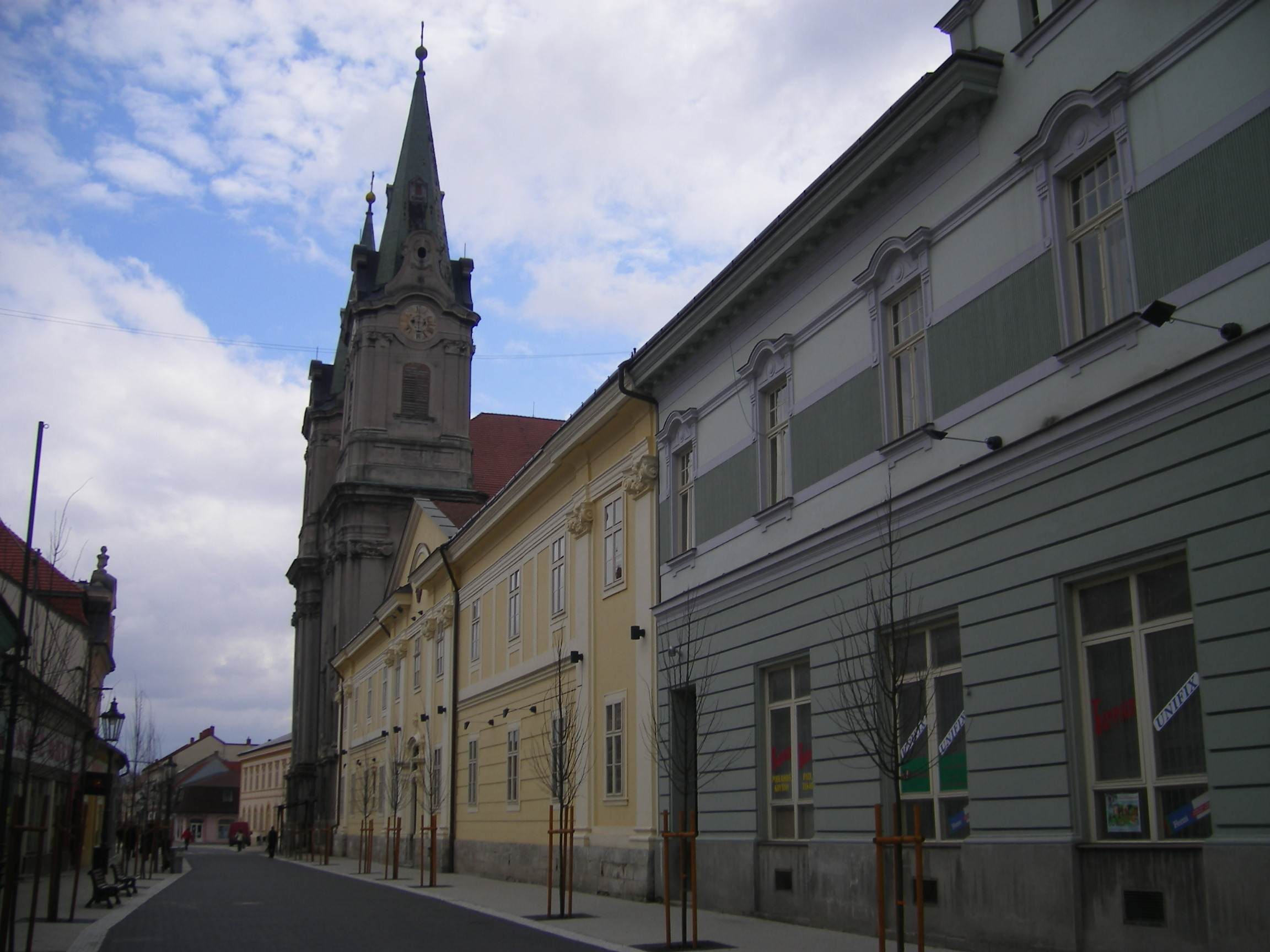
Ulica Nador w Komárom, czyli dzisiejsza ulica Palatínova w Komárnie, przy której urodził się Lehár

Franz Lehár przyszedł na świat w północnej części miasta Komárom (obecnie słowackie Komárno) przy ulicy Nador, 30 kwietnia 1870 roku. 4 maja został ochrzczony przez kapelana 50. pułku. Dzieciństwo Lehára upłynęło na ciągłych przeprowadzkach związanych ze zmianą miejsca stacjonowania pułku. Z Komárom do Pressburga, dalej do Ödenburga, siedmiogrodzkiego Karlsburga, Klausenburga, Wiednia, Pragi, Budapesztu, Kronstadtu i Sarajewa. W Pressburgu urodził się brat Edward (przeżył tylko rok), w Ödenburgu – siostra Maria Anna (1875), a rok po niej brat Anton.
Od wczesnego dzieciństwa Franz przejawiał duży talent muzyczny. W wieku czterech lat nauczył się grać na fortepianie. Gdy ojciec podarował mu skrzypce, zanim jeszcze nauczył się czytać i pisać opanował grę na tym instrumencie. Nie chcąc zmarnować talentu syna w przypadkowych szkołach matka nakłoniła męża, by rozstał się ze swym regimentem i poprosił o przeniesienie do stacjonującego w Budapeszcie 102. pułku. W wieku 10 lat młody Franz został zapisany do budapeszteńskiego gimnazjum prowadzonego przez ojców pijarów, matka chciała bowiem, by kształcił się w katolickiej szkole. Po lekcjach pobierał naukę kompozycji u profesora Istvana Tomki. Niezainteresowany nauką otrzymywał stopnie dostateczne i jedynie ze śpiewu miał „bardzo dobry”. Przed narzekaniami rodziców chronił się u mieszkającej w Budapeszcie babci. Po mniej więcej dwóch latach ojciec zauważył, że syn przestał czynić postępy muzyczne. Ponieważ jednocześnie matka zaniepokoiła się tym, że praktycznie syn nie umie mówić po niemiecku i porozumieć można się z nim tylko po węgiersku, rodzice zdecydowali o wysłaniu go na kilkumiesięczny pobyt do wuja Antona do Šternberku. Ze względu na słabą znajomość niemieckiego został tam przyjęty do szkoły podstawowej. Po lekcjach przez kilka godzin ćwiczył z wujem grę na fortepianie, skrzypcach, kontrapunkt i kopiowanie nut.

### Studia
Wreszcie rodzice uznali, że syn jest zdolny do podjęcia systematycznej nauki i jesienią 1882 roku wysłali go do konserwatorium. Ponieważ w Budapeszcie nie było wolnych miejsc, a w Wiedniu przyjmowano uczniów powyżej czternastego roku życia, wybór padł na Pragę. Franz zdał egzaminy do klasy skrzypiec. Jego profesorem wiolinistyki został dyrektor konserwatorium Antonín Bennewitz. Chłopak od początku nauki przejawiał większe skłonności do kompozycji niż do gry na skrzypcach, w czym utwierdziło go jeszcze spotkanie w 1884 roku z Antonínem Dvořákiem, który wysłuchawszy jego sonaty, poradził mu, by odłożył skrzypce i zajął się komponowaniem. Lehár nosił się nawet z zamiarem zmiany kierunku studiów i zaczął pobierać dodatkowe lekcje kompozycji u Zdenka Fibicha. Bennewitz dowiedziawszy się o tym, zażądał albo rezygnacji z nauki kompozycji albo z nauki w konserwatorium. Energiczna interwencja ojca, przekonanego, że syn lepiej wyżyje z gry na skrzypcach niż z komponowania, sprawiła, że ten kontynuował naukę. W 1884 roku pułk ojca został przeniesiony do Pragi, co pozwoliło rodzinie na jakiś czas znowu być razem, a młodemu studentowi przyniosło poprawę bardzo skromnych warunków życiowych. W 1887 roku po przeniesieniu pułku do Wiednia ojciec wystarał się synowi o przesłuchanie u Johannesa Brahmsa. Również on ocenił talent młodzieńca bardzo wysoko i polecił mu podjęcie nauki kompozycji w Wiedniu u profesora Mandyczewskiego. Lehár nie skorzystał już z tej propozycji, kończył studia. 12 lipca 1888 roku zdał końcowy egzamin wykonując z towarzyszeniem orkiestry koncert skrzypcowy g-moll Maxa Brucha.

### Kapelmistrz

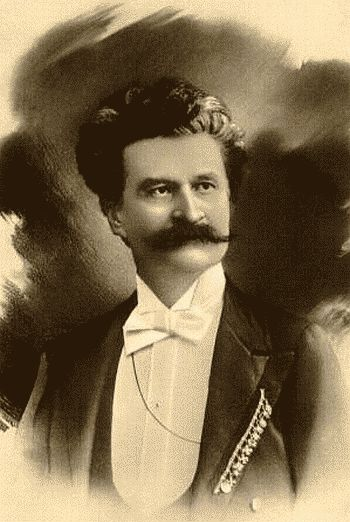
Johann Strauss syn, mistrz młodego Lehára

Tydzień później Lehár podpisał pierwszy w swym życiu kontrakt, przyjmując pracę pierwszego skrzypka orkiestry teatru Barmen-Eberfeld. Niskie uposażenie, brak możliwości rozwoju i niezbyt fortunny romans z 36-latką, skłoniły go po roku do podjęcia próby rozwiązania kontraktu. Gdy okazało się to niemożliwe, w listopadzie 1889 roku, z pomocą ojca, wystarał się o nakaz wcielenia do 50. regimentu piechoty c.k. armii. W pułkowej orkiestrze najbliższym kolegą Lehára został, młodszy odeń o trzy lata Leo Fall. Za jego pośrednictwem poznał też Edmunda Eyslera.
W następnym, 1890 roku, Lehár, wygrał konkurs na kapelmistrza 25. regimentu piechoty, stacjonującego w położonym niedaleko Wiednia Losonczu. Okres pracy w Losonczu przyniósł, oprócz kilku przelotnych romansów, pierwszą dużą kompozycję Lehára. Wiosną 1891 roku Lehár uczestniczył w Wiedniu w koncercie Johanna Straussa i został wydelegowany wspólnie z kolegą do wręczenia mistrzowi olbrzymiego wieńca laurowego. Pod wrażeniem tego spotkania postanowił stworzyć operę. Pierwsze libretto zatytułowane Kirasjer napisał dla niego zawiadowca miejscowej stacji kolejowej. Kiedy ułożenie do niego muzyki okazało się niemożliwe, napisania kolejnego podjął się przyjaciel z pułku Rudolf Mlčoch. Historia o zbóju imieniem Rodrygo, który porywa piękną Donnę Angelę, pozwala jej jednak pożegnać się z narzeczonym, a ten dusi zhańbioną ukochaną, która umierając, wyznaje mu miłość, została przez Lehára wysłana na konkurs ogłoszony przez księcia saksońsko-kobursko-gotajskiego Ernesta II. Ostatecznie Rodrygo przegrał z Różą z Pontevedry Josepha Forstera, a Lehár niedługo potem został zwolniony z pracy w Losonczu wskutek zatargu z wyższym rangą oficerem, który żądał od niego zagrania solowego utworu na skrzypcach.
Zwolniony z Losoncza (1894) stanął do konkursu na stanowisko kapelmistrza reprezentacyjnej orkiestry marynarki wojennej w Puli i został przyjęty. Miesiąc później dyrygował orkiestrą podczas wizyty cesarza niemieckiego Wilhelma II. W 1895 roku odbył wraz z orkiestrą podróż wzdłuż wybrzeży Włoch, Hiszpanii, Francji i Niemiec, dając po drodze gościnne występy. Pobyt w Puli przyniósł też jego dalszy rozwój artystyczny dzięki zetknięciu z dalmatyńskim kompozytorem Antonio Smareglią oraz austriackim komandorem Feliksem Falzarim, który wprowadził go w świat literatury. Falzari opracował dla Lehára libretto kolejnej opery zatytułowanej Kukułka. Kiedy wystawieniem opery zainteresowała się scena lipska kompozytor zwolnił się z posady kapelmistrzowskiej, by uczestniczyć w pracach nad przygotowaniem przedstawienia.

### Pierwsze sukcesy i porażki
Premiera Kukułki miała miejsce 27 listopada 1896 roku. Mimo sukcesu u publiczności i przychylnych recenzji sztuka została zdjęta z afisza po siedmiu przedstawieniach i Lehárowi nie pozostało nic innego, jak ponownie postarać się o pracę kapelmistrza. Ostatecznie z konieczności przyjął posadę w 87. Pułku stacjonującym w Trieście, a potem w Puli. Na początku 1898 roku ciężko zachorował ojciec kompozytora, syn przybył do Budapesztu do łoża chorego i pozostał przy nim aż do jego śmierci 7 lutego. Po śmierci ojca nie wrócił do Puli, lecz pozostał w Budapeszcie i objął wakującą batutę 3. pułku. Pracując w Budapeszcie podjął starania o wystawienie Kukułki w tamtejszym teatrze. Ostatecznie premiera pod koniec kwietnia 1898 roku przyniosła mu podobny sukces jak w Lipsku – owacje, kwiaty, niezłe recenzje i mało pieniędzy. Po sukcesie budapeszteńskim Lehár ponownie zrzucił mundur, a jednocześnie za 1500 guldenów odkupił prawa autorskie do opery, pozostając bez grosza. W rezultacie ponownie zatrudnił się jako kapelmistrz 26. pułku przenoszącego się do Wiednia.
W Wiedniu na utalentowanego muzyka zwróciła uwagę księżna Paulina Metternich i dwukrotnie poprosiła o dyrygowanie orkiestrą na karnawałowym balu 1901 i 1902 roku. Na bal 27 stycznia 1902 roku Lehár skomponował walc Gold und Silber (Złoto i srebro). Kierując się reakcjami publiczności i recenzjami krytyków sprzedał go za 50 guldenów. Nabywca praw do utworu, za pośrednictwem firmy wydawniczej „Bosworth and Co” wprowadził go na rynek amerykański, a następnie na europejski, odnosząc oszałamiający sukces. Złoto i srebro okazało się pierwszym wielkim walcem koncertowym XX wieku, choć swemu twórcy nie przyniosło wielkiego dochodu.

### W stronę operetki
W marcu 1902 roku 26. regiment przeniesiono do Raab. Lehár zwolnił się z wojska, od 1 lipca miał rozpocząć pracę kapelmistrza w wiedeńskim teatrze operetkowym nad Wieną (Theater an der Wien). Niepowodzenia operowe skłoniły go do podjęcia próby w gatunku operetkowym. Dzięki pomocy przyjaciela otrzymał napisane przez spółkę autorską Emil Norini i Hans Bergler libretto zatytułowane Wiedeńskie kobietki. Niedługo potem na jego biurko trafiło jeszcze jedno libretto, Druciarz, pióra Victora Léona. Praca nad muzyką do obydwu utworów zajęła mu całe lato. Wiedeńskie kobietki miały swoją premierę 21 listopada 1902 roku w Theater an der Wien, odnosząc sukces u publiczności i zbierając pochlebne recenzje. W sumie zagrano je 69 razy. Jeszcze większe powodzenie przyniósł Lehárowi wystawiony po raz pierwszy 20 grudnia tego roku Druciarz, który utrzymał się na afiszu przez 250 wieczorów, a następnie był z powodzeniem wystawiany na innych scenach cesarstwa.
W tym czasie Lehár zakochał się z wzajemnością w młodszej od siebie o 10 lat córce zamożnego restauratora Ferry Weissenberger. Ostatecznie jednak ojciec dziewczyny zakazał jej spotkań z kompozytorem uznając, że nie jest on odpowiednią partią dla panny z tak dobrego domu. Po sukcesie Druciarza V. Léon, wspomagany przez Leo Steina, przygotował dla Lehára nowe libretto – Boskiego małżonka. Libretto było jednak trywialne i kompozytor nie był w stanie ożywić go muzycznie. Premiera, która miała miejsce 20 stycznia 1904 roku, przyjęta została wprawdzie owacjami, ale po 52 spektaklach utwór ostatecznie zszedł z afisza. Po odniesionej porażce Lehár zwrócił się tym razem po libretto do Juliusza Bauera. Nowy tekst zatytułowany Małżeństwo dla żartu nie był lepszy od poprzedniego i podobnie niedługo był grany (39 wieczorów poczynając od 22 grudnia 1904 roku).

### Wesoła wdówka

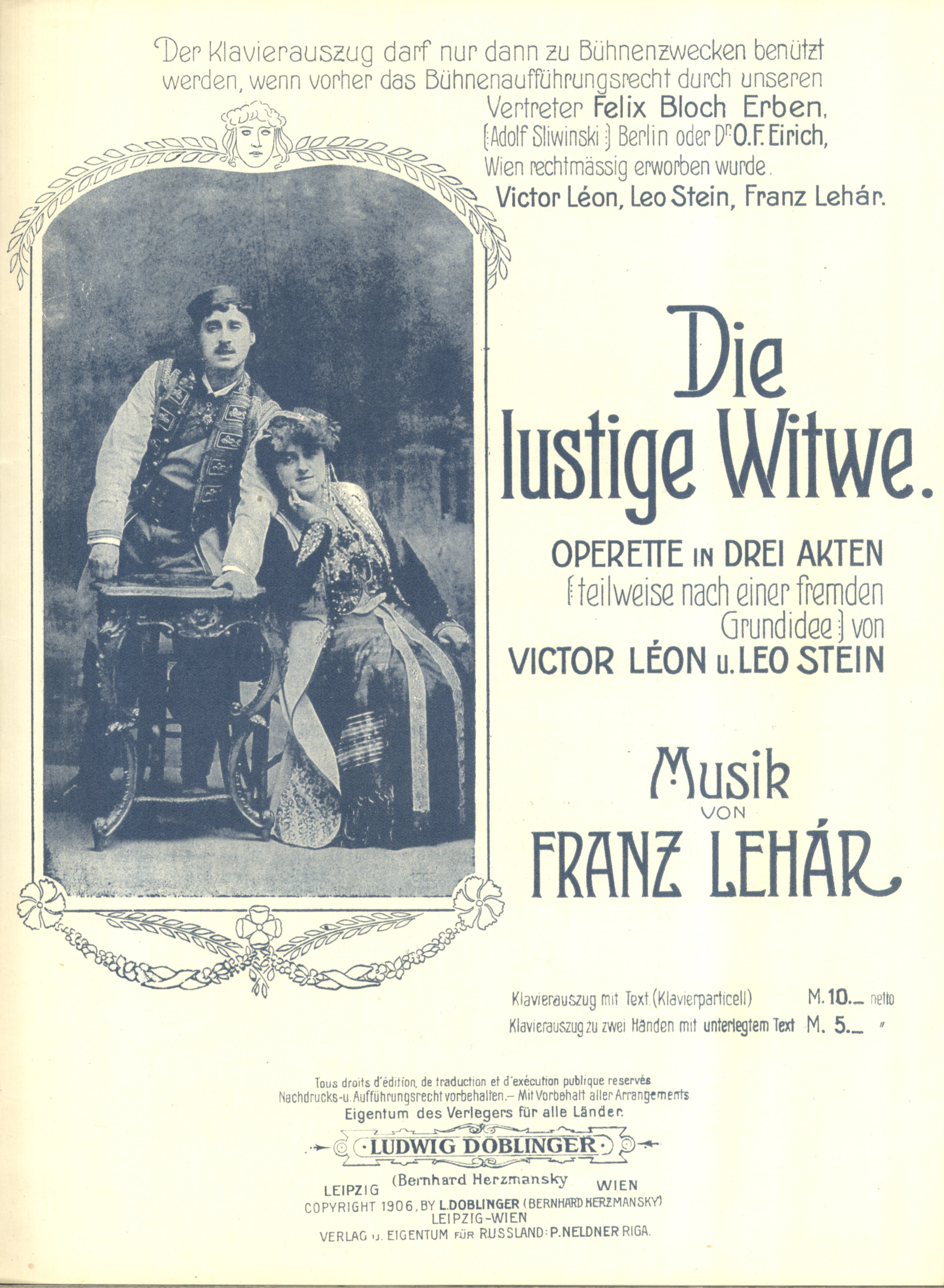
Afisz Wesołej wdówki

W następnym roku Victor Léon i Leo Stein przygotowali kolejne libretto Wesołą wdówkę, jednak po nieporozumieniach wokół Boskiego małżonka, zwrócili się o napisanie muzyki do Heubergera. Dopiero niezadowoleni z efektów jego pracy wrócili do Lehára. Premiera przygotowywana z dużymi trudnościami na 30 grudnia 1905 roku nie okazała się sukcesem – widownia świeciła pustkami, a recenzje były raczej wstrzemięźliwe. Przełom nastąpił po trzydziestym przedstawieniu. Ostatecznie Wesoła wdówka utrzymała się na afiszu przez 2,5 roku do maja 1907 roku, osiągając ponad 400 przedstawień. Od 1906 roku rozpoczął się jej triumfalny pochód przez świat. Była grana kolejno w Berlinie i Warszawie (1906), Nowym Jorku, Sztokholmie i Londynie, gdzie osiągnęła 800 przedstawień (1907), Kopenhadze, Moskwie i Mediolanie (1908), Madrycie i Paryżu (1909), Brukseli (1910).
Lehár z dnia na dzień stał się człowiekiem sławnym i bogatym. Sporo teraz podróżował po Europie, zapraszany przez teatry muzyczne, by dyrygował swoimi utworami lub uczestniczył przy wznowieniach wcześniejszych operetek. Na grudzień 1906 oku przygotował bajkę muzyczną Piotrek i Pawełek w krainie leniuchów, a następnie z tymi samymi librecistami (Robert Bodanzky i Fritz Grünbaum) jednoaktową burleskę dla sceny kabaretowej Mścisław nowoczesny. Zmiana statusu pozwoliła mu też na urządzenie niedawno nabytego apartamentu przy Schleifmühlgasse 1, w którym zamieszkał wraz z matką i siostrą. Na początku 1906 jego matka zachorowała. Kompozytor zawiózł ją do uzdrowiska Bad Ischl. Stan jej zdrowia na krótko się poprawił. Zmarła 6 sierpnia w Bad Ischl i została tam pochowana. Lehár głęboko przeżył jej śmierć. Nadal bardzo dużo podróżował i występował. Zabrał się też w końcu do pracy nad nową operetką do libretta Juliusza Bauera Mąż trzech żon. Utwór wystawiony 21 stycznia 1908 roku nie odniósł sukcesu. Zszedł z afisza po 80 przedstawieniach.

### Dalsze sukcesy
Latem 1908 roku Lehár zasiadł do pracy nad librettem Léona i Steina Dziecko księcia. W tym samym czasie trafiło na jego biurko libretto duetu Willner – Bodanzky: Cygańska miłość. Kilka tygodni później o operetkę dla swojego teatru upomniał się też dyrektor Theater an der Wien Karczag, przynosząc kolejne libretto Willnera i Bodanzky’ego: Hrabia Luksemburg. Przez 1908 rok i większą część następnego Lehár pracował nad muzyką i przygotowaniami do wystawienia jednocześnie trzech operetek. Premiera Dziecka księcia, 7 października 1909 roku na scenie Johann-Strauss-Theater, nie okazała się sukcesem, chociaż na kilkadziesiąt wieczorów zajęła scenę teatru. 12 listopada 1909 roku w Theater an der Wien miała miejsce premiera Hrabiego Luksemburga. Tym razem sukces utworu był bezdyskusyjny. Kurtyna na premierze szła 46 razy w górę. Operetka była wystawiana przez 300 wieczorów i bardzo szybko (Warszawa – 1910, Londyn – 1910) trafiła na inne sceny europejskie wszędzie ciesząc się ogromnym powodzeniem (299 przedstawień w Londynie). 8 stycznia 1910 roku w Carl-Theater miała miejsce kolejna premiera. Również Cygańską miłość przyjęto owacyjnie.

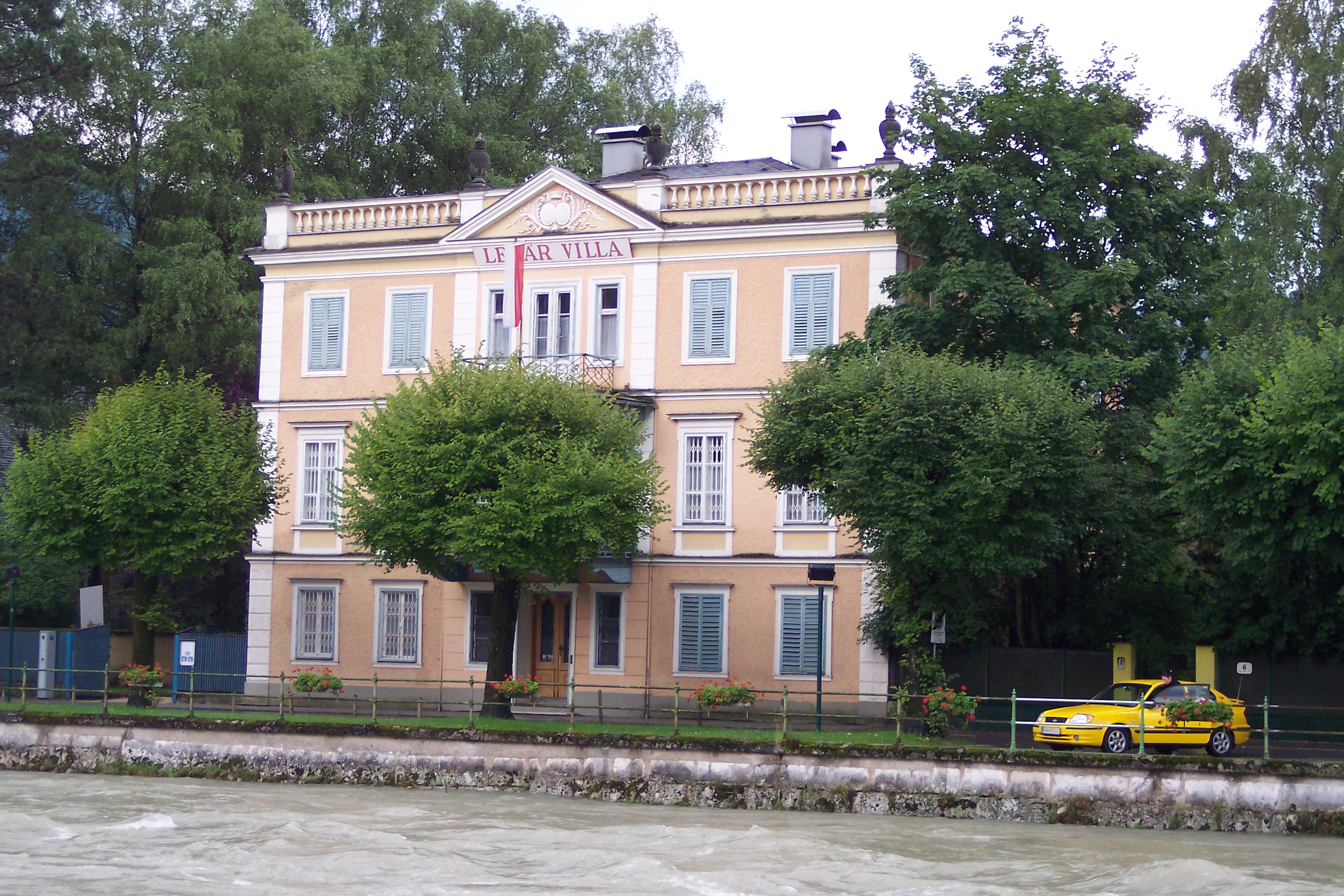
Willa Lehàra w Bad Ischl

Lehár znalazł się u szczytu powodzenia. Trzy jego operetki okupowały trzy główne sceny wiedeńskie. Był grany na wszystkich ważniejszych scenach operetkowych w Europie i za oceanem. Wiele podróżował, wszędzie owacyjnie witany. Kupił w tym czasie czteropiętrową kamienicę przy Theobaldgasse w Wiedniu. Na lato wyjeżdżał do Bad Ischl. Prowadził życie samotnicze. Wieczory spędzał najczęściej w teatrze dyrygując lub doglądając przedstawień. Pozbawiony problemów finansowych zajął się realizacją kolejnego marzenia – kupnem willi z ogrodem w Bad Ischl. W domku myśliwskim w ogrodzie zamieszkała wówczas Sophie Meth. Lehár poznał ją przed laty u swej młodzieńczej miłości Ferry Weissenberger. Była córką żydowskiego handlarza dywanami Sigmunda Paschkisa i jakiś czas później wyszła również za handlarza dywanami. Wkrótce po ślubie postanowiła się rozwieść, nie miała jednak żadnego zabezpieczenia materialnego. Na urlopie w Ischl poznała Lehára. Zostali przyjaciółmi, potem kochankami. Po rozwodzie Sophie Lehár zaczął się z nią pokazywać publicznie. Przez całe lata mieszkali jednak osobno. Nawet kiedy Lehár kupił pałacyk Schikanedera w Nussdorf, gdzie pokoje mieszkalne znajdowały się na jednym piętrze, kazał zamurować korytarz. Swój związek zalegalizowali dopiero po dwudziestu latach znajomości.
Lehár znowu zasiadł do pracy. 24 listopada 1911 roku Theater an der Wien dał premierę jego kolejnej operetki rozgrywającej się w fabryce i poruszającej kwestie socjalne – Ewa. Zaciekawienie wywołała niemałe i cieszyła się sporą frekwencją, choć nie był to sukces na miarę poprzednich utworów. Grano ją w większości miast europejskich i w Stanach Zjednoczonych. W 1913 roku Lehár poznał bawiącego w Wiedniu Giacomo Pucciniego. Wiosną 1913 roku Lehár rozpoczął pisanie muzyki nawiązującej do partytury Boskiego małżonka. Operetka zatytułowana Idealna żona miała premierę 11 października 1913. Odniosła wielki sukces, choć zawdzięczała go głównie znakomitej grze Huberta Marischki i Mizzi Ghünter. Nie uzyskała też trwałego powodzenia. Po premierze berlińskiej komediopisarz L. Fulda oskarżył librecistów J. Brammera i A. Grünwalda o plagiat. Proces ostatecznie zakończył się polubownie, ale Lehár postanowił więcej nie korzystać z usług tej spółki autorskiej. Latem 1913 Willner i Bodanzky zaproponowali Lehárowi skomponowanie operetki, w której cały drugi akt wypełniłby wielki duet miłosny pary głównych bohaterów. Lehár przystał na to. Operetka zatytułowana Nareszcie sami (premiera 30 stycznia 1914) spodobała się wiedeńskiej publiczności, osiągając 115 przedstawień, choć krytycy narzekali na „wagneryzm” kompozytora. Wiosną 1914 roku niejaki pan Popescu oskarżył Lehára o plagiat. Skarga została oddalona, ale Popescu nie dał za wygraną, dopiero skazanie go wskutek wniesionej przez kompozytora skargi o obrazę zakończyło sprawę.

### Okres I wojny światowej

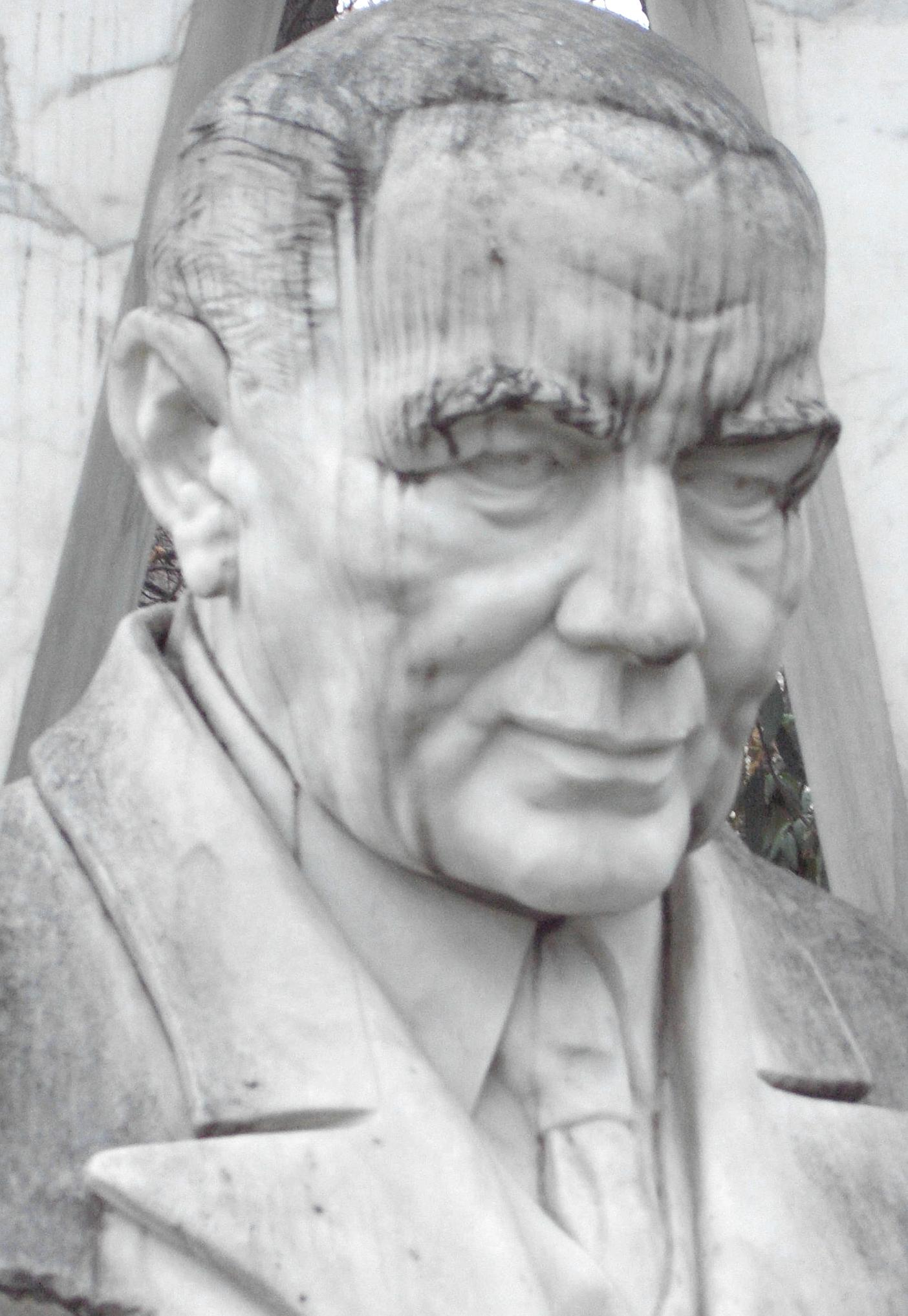
Pomnik Franza Lehára w Stadtpark w Wiedniu

28 czerwca 1914 roku wybuchła I wojna światowa. Po początkowym zamęcie życie muzyczne Wiednia szybko wróciło do normy. Lehár w pierwszym roku wojny nie skomponował niczego poza kilkoma pieśniami wojskowymi dla regimentu brata, w tym jedną wartościową, Pieśń kawalerzystów (Reiterlied, 1914). Napisał też muzykę do poematu Erwina Weilla Gorączka (Fieber) – stanowiącą muzyczne przetworzenie przeżyć związanych z czuwaniem przy łóżku rannego brata, zagrożonego amputacją nogi. Początkowo dyrygował orkiestrą, jeżdżąc z przedstawieniami operetkowymi po przyfrontowych teatrach. Na początku 1915 roku zrezygnował jednak z tych wyjazdów i zasiadł do pracy nad kolejną operetką zatytułowaną Astronom. Jej premiera 14 stycznia 1916 roku w Theater in der Josephstadt spotkała się z chłodnym przyjęciem zarówno publiczności, jak i krytyków. Lehár starał się przerobić utwór i jesienią 1916 roku wznowił Astronoma w Theater an der Wien znowu jednak bez powodzenia. Trafił zresztą tym razem źle, bo na okres żałoby po śmierci cesarza Franciszka Józefa.
Rozgoryczony niepowodzeniem i niewygodami wojennego życia zarzucił komponowanie. Trochę podróżował i dyrygował: w Stambule, Zurychu i Budapeszcie. W Budapeszcie Franz Martos przedłożył mu projekt libretta zatytułowanego Skowronek. Lehár zasiadł do pisania. Muzyka była gotowa jesienią 1917 roku. Ponieważ w Wiedniu wybuchł w tym czasie strajk generalny, Lehár zgodził się na premierę operetki po węgiersku w Budapeszcie. Premiera miała miejsce 1 lutego 1918 roku. Ogarniający Węgry chaos spowodował jednak, że po kilku przedstawieniach teatr zamknięto. Tymczasem 3 marca Rosja podpisała z Austrią traktat pokojowy w Brześciu. Na fali euforii jaka ogarnęła miasto, 27 marca wystawiono niemiecką wersję Skowronka. Mimo trudnych warunków (kłopoty z komunikacją, ogrzewaniem teatru) operetka odniosła ogromny sukces; grano ją do końca sezonu 1918/1919 380 razy.

### Lata powojenne

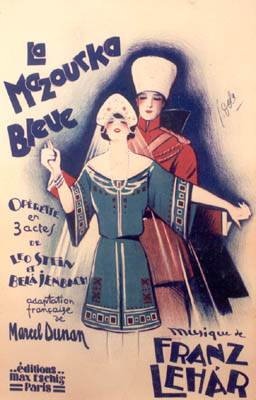
Plakat francuskiej wersji Białego mazura

Dolegliwości życia w powojennej Austrii: trudności z ogrzewaniem mieszkań, wyłączanie prądu nocą, inflacja, popchnęły Lehára do napisania wywiadu z samym sobą, który opublikował w „Wienner Allgemeine Zeitung” 29 stycznia 1920 roku. Sugerował w nim, że zastanawia się nad opuszczeniem Austrii. Wywołał nim burzę w prasie i falę ataków o zamiar wyjazdu do kraju niedawnego wroga – Stanów Zjednoczonych. Lehár nigdzie jednak się nie wybierał, pracował w tym czasie nad trzema operetkami.
Libretto pierwszej zatytułowane Biały mazur nie było najlepsze, ale otrzymał je z propozycją, by operetkę wystawić na jego 50. urodziny. Dawało też kompozytorowi nowe możliwości: sięgnięcia po muzykę polską, dotąd nie eksploatowaną. Premiera 30 kwietnia 1920 roku stała się wielkim wydarzeniem z udziałem osobistości z kraju i z zagranicy. Spektakl cieszył się dużym powodzeniem i przez rok utrzymał się na afiszu, wystawiany w tym czasie 300 razy. W międzyczasie do Lehára zgłosili się libreciści Idealnej żony, którzy nieco poprawili tekst i poprosili o wyrażenie zgody na powtórne wystawienie utworu. Lehár lubił dawać drugą szansę swoim mniej udanym utworom. Operetka została wystawiona 9 września 1921 roku pod modnym tytułem Królowa tanga i cieszyła się dużym powodzeniem u publiczności. Jednocześnie dyrektor teatru mediolańskiego zainteresował się Astronomem. Lehár dokomponował dwa nowocześniejsze numery i utwór pod tytułem Taniec Libelli został w maju 1922 roku z dużym powodzeniem wystawiony we Włoszech, a następnie jako Trzy Gracje w Anglii. Świat śpiewał nowy przebój Lehára, dokomponowaną do włoskiej wersji piosenkę Gigolette.
Druga operetka, nad którą Lehár w tym czasie pracował, miała premierę 12 maja 1922 roku i nosiła tytuł Frasquita. Utrzymana w rytmach hiszpańskich była kolejnym sukcesem kompozytora. Choć krytycy narzekali na brak humoru, melancholijny erotyzm i tragizm utworu, grały ją niemal wszystkie teatry operetkowe Europy. Na scenie wiedeńskiej utrzymała się przez rok, najtrudniejszy w Austrii po wojnie rok kłopotów mieszkaniowych, żywnościowych i galopującej inflacji. Lehár pisał w tym czasie muzykę do trzeciego libretta, dostarczonego mu przez Victora Léona, a zatytułowanego Żółty kaftan. Fabuła opowiadał o miłości chińskiego dyplomaty do austriackiej arystokratki. Kompozytor dokształcał się w używaniu gongów i tam-tamów, skali pięciotonowej, uważał nowy utwór za dzieło swego życia. Premiera 9 lutego 1923 roku została jednak przyjęta nader chłodno. Zdezorientowana publiczność nie wiedziała jak rozumieć to na poły chińskie widowisko.
Kilka miesięcy później, jesienią 1923 roku zmarł Wilhelm Karczag, dyrektor teatru, z którym Lehár był związany od początku swej twórczości. 20 lutego 1924 roku Lehár zaprowadził Sophie do urzędu stanu cywilnego i zawarł z nią ślub, legalizując trwający dwadzieścia lat związek. W listopadzie 1924 roku zmarł Puccini, z którym Lehár żył od czterech lat w bliskiej przyjaźni. Po niepowodzeniu Żółtego kaftana, napisał muzykę do błahej i bezpretensjonalnej farsy Béli Jenbacha zatytułowanej Clo-Clo. Wiedeńska publiczność przyjęła premierę 8 marca 1924 roku owacyjnie. Krytyka fetowała powrót wesołego Lehára.

### PaganiniiCarewicz
W kwietniu 1924 roku w przededniu swych 54. urodzin Lehár trafił wreszcie na wymarzone libretto. Utwór nieznanego szerzej pisarza Paula Kneplera opowiadał dzieje płomiennej miłości Paganiniego do księżnej Lukki Anny Elizy. Béla Jenbach poprawił dialogi i Lehár zabrał się do pisania muzyki. Premiera Paganiniego, 30 października 1925 roku, głównie z winy wykonawców okazała się niepowodzeniem i sztuka po kilku tygodniach zeszła z afisza. Dyrektor berlińskiego Deutsches Künstlertheater na wieść o porażce utworu chciał się wycofać z premiery berlińskiej. Tylko dzięki determinacji Lehára i Richarda Taubera, wykonawcy tytułowej roli doszła ona do skutku 30 stycznia 1926 roku. Okazała się wielkim sukcesem zarówno Lehára, jak i Taubera. Mimo braku happy endu gromadziła komplet publiczności przez trzy miesiące.
Lehár poznał Taubera w 1920 roku i zachwycił się jego możliwościami wokalnymi. Dwa lata później doprowadził do obsadzenia Taubera w roli Armanda we Frasquicie. Obydwaj artyści bardzo sobie przypadli do gustu. Byliśmy jak bracia – mawiał Lehár – pozbawieni luksusu więzów krwi. Po sukcesie Paganiniego kompozytor był zdecydowany następną operetkę napisać dla Taubera. Libretto, na motywach sztuki Gabrieli Zapolskiej Carewicz, na prośbę Lehára, napisał kilka lat wcześniej Béla Jenbach. Latem 1926 kompozytor wspomagany przez Taubera stworzył w Ischl muzykę, opisującą dzieje tkliwej miłości rosyjskiego następcy tronu i prostej dziewczyny, uciekających z Rosji do Włoch przed bezwzględnym ojcem młodzieńca. Premiera Carewicza  16 lutego 1927 roku spotkała się znowu z entuzjazmem publiczności, choć krytycy tym razem atakowali libretto.
Sukcesy kolejnych operetek granych przez rok od premiery, pojawienie się w Berlinie interesujących wykonawców i brak zobowiązań w Wiedniu sprawiły, że w następnych latach Lehár spędzał więcej czasu w Berlinie niż w Wiedniu. Wynajmował apartament w hotelu „Eden”, obok Tiergarten, skąd kierował swoimi interesami. W Berlinie odbywały się odtąd premiery jego operetek i liczne wznowienia dawniejszych utworów. Na początku 1926 roku zwrócili się do niego bracia Rotterowie, nowi dyrektorzy teatru Metropol poszukujący sensacyjnej premiery. Libretto zatytułowane Fryderyka, opowiadające o młodzieńczej miłości Goethego do córki pastora, Fryderyki Brion, podsunął kompozytorowi Fritz Löhner-Beda. Lehár prowadził w tym czasie premierę Hrabiego Luksmeburga w Metropolu, potem kierował paryską premierą Paganiniego, zajrzał do Wiednia, gdzie wystawiano Carewicza i powrócił do Berlina na premierę rozbudowanego do pełnospektaklowej operetki singspielu Wiosna, który teraz otrzymał tytuł Wiosenna dziewczyna.
Wiadomość o przygotowywanej operetce z Goethem w roli głównej wywołała burzę w prasie, co sprawiło, że na kilka tygodni przed premierą 4 października 1928 roku wszystkie miejsca były wykupione. Publiczność przyjęła operetkę entuzjastycznie, szczególnie pieśń Taubera Dziewczyno ty moja. Natomiast prasa zaatakowała gwałtownie zarówno librecistę, jak i kompozytora. W czwartym miesiącu od premiery, po setnym przedstawieniu, sztukę trzeba było nieoczekiwanie zdjąć z afisza z powodu nagłej choroby Taubera, którego nie miał kto zastąpić.

### Ostatnie utwory
Konieczność zdjęcia z afisza Fryderyki zmusiła braci Rotterów do szukania spektaklu zastępczego i w ten sposób na scenie Metropolu pojawiła się nowa wersja Wesołej wdówki. Lehár opracował ją na nowo w jazzowych synkopach, dodał nowe, modne tańce i nowy przebój Całuję pani dłoń, Madame. Spektakl cieszył się dużym powodzeniem. Tymczasem Löhner-Beda i Herzer podsunęli kompozytorowi pomysł nowego opracowania Żółtego kaftana. Utwór po dość znacznych przeróbkach otrzymał tytuł Kraina uśmiechu. Premiera 10 października 1929 roku, z Tauberem i Verą Schwarz, stała się wielkim sukcesem Lehára, mimo, tradycyjnego już w późnych operetkach kompozytora, braku szczęśliwego zakończenia.
Przez 1930 rok rozmaite środowiska świętowały jubileusz 60. urodzin artysty. W połowie kwietnia Rotterowie zorganizowali jubileuszowy festiwal Lehárowski. W dniu urodzin (30 kwietnia) we wszystkich radiostacjach niemieckich grano przez godzinę tylko utwory Lehára. O jego popularności w tym czasie świadczy fakt, że w Boże Narodzenie 1929 roku 500 teatrów wystawiało jego operetki, w tym 200 grało Krainę uśmiechu. Wiedeń uczcił kompozytora we wrześniu. Przy okazji jubileuszu doszło do pogodzenia Lehára z Hubertem Marischką. 20 września odbyła się w Theater an der Wien wiedeńska premiera Krainy uśmiechu, przyjęta owacyjnie przez publiczność. W październiku Lehár świętował jubileusz w Budapeszcie.
Tymczasem Löhner-Beda i Herzer zachęceni niebywałym sukcesem Krainy uśmiechu postanowili odnowić napisaną w 1914 i źle wówczas przyjętą operetkę Nareszcie sami. Lehár i tym razem uparł się, by II akt zachował formę miłosnego dialogu dwojga głównych bohaterów, co już przed laty było przyczyną niepowodzenia utworu. Premiera operetki zatytułowanej Piękny jest świat 2 grudnia 1930 roku była dużym sukcesem, ostatecznie jednak frekwencja załamała się o kilkunastu dniach. Niepowodzenie operetki doprowadziło do kłótni z Rotterami i do zerwania przez Lehára z Meropolem. Na początku 1931 roku kompozytor wyjechał do Wiednia.
Po przyjeździe do Wiednia nabył pałacyk Schikanedera w dzielnicy Nussdorf. Remont nowej posiadłości przeciągnął się do lata 1933 roku. Lehárowie zamieszkali na I piętrze. Kompozytor zachowując dawne przyzwyczajenia polecił wznieść mur między swoimi pokojami a pokojami żony. Całe drugie piętro zajęło ogromne archiwum artysty gromadzone od 40 lat (100 tys. wycinków prasowych, 200 tys. programów teatralnych). 8 maja 1931 roku Lehár uczestniczył w londyńskiej premierze Krainy uśmiechu. Sztuka nie odniosła w Anglii sukcesu z powodu kapryśnego zachowania Taubera. Drogi obydwu artystów coraz bardziej się rozchodziły: Tauber pozostał związany z Rotterami i Berlinem. Lehár rozpoczął w Wiedniu pracę nad nowym librettem Löhnera-Bedy i Kneplera ostatecznie zatytułowanym Giuditta. Premiera odbyła się 20 stycznia 1934 roku w Operze Wiedeńskiej, śpiewał znowu Tauber i Jarmila Novotna. Do marca 1938 roku Giuditta została wystawiona 41 razy.
Zmiany polityczne: dojście w Niemczech do władzy Hitlera i dyktatura Dollfussa w Austrii zmniejszyły liczbę inscenizacji operetek Lehára. Przez pewien czas dotyczył go również zakaz grania w Niemczech muzyki austriackiej jako „żydowskiej”. Od 1935 roku przez dwa lata ciągnął się proces o plagiat libretta Giuditty. W tym samym 1935 roku Lehár, szantażowany przez dawnego przyjaciela Guttmanna, dwuznacznymi zdjęciami uwikłał się w kolejny proces.

### Wydawca i dyrygent
W początkach 1935 roku zbankrutował Theater an der Wien Marischki, a prowadzone przez niego wydawnictwo muzyczne znalazło się na krawędzi bankructwa. Chcąc uniknąć procesu ze względu na łączącą go z Marischką wieloletnią współpracę, Lehár umorzył swoje zobowiązania finansowe w zamian za zrzeczenie się przez Marischkę praw wydawniczych do jego utworów. W ten sposób stał się właścicielem 3 ciężarówek partytur, nut i wyciągów fortepianowych. W nowej sytuacji Lehár wystąpił o przyznanie koncesji na prowadzenie sklepu z materiałami nutowymi i 21 lutego 1935 roku rozpoczął działalność jako wydawca muzyczny. Swoje wydawnictwo nazwał „Glocken-Verlag” (Dzwonek). Odtąd poświęcał całe dnie na prowadzenie swego przedsiębiorstwa. Dzięki dobrej znajomości rynku, posiadanym kapitałom i doświadczeniu – w krótkim czasie zapewnił swojej firmie mocną pozycję na rynku.
Ponieważ w Niemczech zakazano wystawiania operetek żydowskich autorów, a autorami librett jego operetek byli w większości Żydzi, Lehár zgodził się, chcąc odzyskać rynek niemiecki, by na afiszach i programach jego utworów nie podawano nazwisk librecistów. Pozwoliło mu to już na 4 marca 1937 roku przygotować premierę owacyjnie przyjętego Hrabiego Luksemburga. Z Berlina wyruszył w podróż po Europie. W Brukseli uświetnił wystawienie Carewicza, w Paryżu dyrygował Piotrkiem i Pawełkiem w krainie leniuchów. Stamtąd udał się na międzynarodowy kongres lekarski do Algierii, gdzie dyrygował Krainą uśmiechu. Wrócił do Paryża na premierę Giuditty, w Londynie wziął udział w premierze Paganiniego, wreszcie powrócił do Ischl. Po powrocie z urlopu zajął się przygotowaniem premiery Krainy uśmiechu w Statoperze. Premiera miała miejsce 30 stycznia 1938 roku, uświetnił ją swą obecnością Tauber. W sumie zagrano ją 4 razy. 12 marca doszło bowiem do Anschlussu Austrii.

### W nazistowskiej Austrii
Wielu przyjaciół i znajomych Lehára zostało zamordowanych lub wtrąconych do więzienia. Jeszcze więcej zdecydowało się na ucieczkę za granicę. Lehár pozostał. Miał w Austrii spory majątek. Jego wydawnictwo funkcjonowało głównie na rynku niemieckim, a sam Lehár czuł się zbyt stary (miał 69 lat), by wyjeżdżać do nie znającej operetki Ameryki i utrzymywać się z koncertowania po kraju. We wrześniu 1938 roku wyjechał do Sztokholmu, by poprowadzić koncert swoich utworów. Na jesieni zdjęto z repertuaru Staatsoper Giudittę i Krainę uśmiechu. Starania o ich przywrócenie nie dały rezultatu. Opera berlińska wystawiała natomiast Wesołą wdówkę. Lehár pojechał więc na sylwestra 1938 roku do Berlina, by poprowadzić przedstawienie swojej operetki. Ze względu na zaostrzającą się w Wiedniu akcję antyżydowską Lehárowie przenieśli się do Ischl. Chcieli usunąć się z oczu nazistom, ponieważ Sophie była Żydówką. Nie uchroniło to żony Lehára przed aresztowaniem przez Gestapo. Interwencja kompozytora u gauleitera Wiednia Bürkela, sprawiła ostatecznie, że policjanci odstąpili od aresztowania. Być może właśnie ze względu na żydowskie pochodzenie żony Lehár utrzymywał kontakty z arystokracją hitlerowską. Ze względu na to że był jednym z nielicznych artystów, którzy opowiedzieli się po stronie nazistów, chętnie fetowano go i chwalono się nim. Z okazji 70. urodzin miasto Wiedeń przesłało mu honorowy pierścień, a Hitler odznaczył go medalem Goethego. Na jeden dzień przywrócono też do repertuaru Krainę uśmiechu.
W 1942 roku Lehár otrzymał wiadomość, że Opera królewska w Budapeszcie chce wystawić Cygańską miłość. Ponieważ przekładający libretto na węgierski Ernö Innocent-Vincze w znacznym stopniu napisał je na nowo, Lehár przeorkiestrował operetkę, wprowadził recytatywy i dopisał kilka scen baletowych. Taniec wróżek (Feentanz) napisany 16 stycznia 1943 roku jest jego ostatnią ukończoną kompozycją. Premiera utworu pod zmienionym tytułem Garabonciás Diák (pol. Wędrowny czeladnik) odbyła się 20 lutego 1943 roku. Dyrygent węgierski rozchorował się, przedstawieniem premierowym dyrygował więc sam Lehár, otrzymując burzliwą owację. Po następnym spektaklu poczuł się tak źle, że został odtransportowany samolotem do Wiednia. Lekarze stwierdzili ostre zapalenie woreczka żółciowego i chorobę nerek. W Ischl dołączyły się grypa, zapalenie płuc, zapalenie gruczołów i osłabienie wzroku. Sophie przeszła kurs pielęgniarski, by móc fachowo opiekować się mężem. Dopiero po kilkunastu miesiącach Lehár poczuł się na tyle dobrze, by móc od czasu do czasu na chwilę usiąść przy fortepianie.

### Schyłek życia
7 maja 1945 w Ischl pojawili się Amerykanie. Po euforii związanej z zakończeniem wojny przyszedł czas rozliczeń. Lehárowi wyrzucano własnoręcznie napisaną dla Hitlera dedykację na programie 50. jubileuszowego przedstawienia Wesołej wdówki z 1906 roku. Druga sprawa dotyczyła toczącej się wciąż w 1939 roku sprawy z szantażystami: Guttmannem i jego mecenasem Samuelym. Lehár zwrócił się do radcy do spraw kultury w Wiedniu Hinkela, by uwolnił go od obydwu natrętów, nadmieniając, że obydwaj są Żydami. Trzecia sprawa dotyczyła nieudzielenia pomocy znajdującemu się w obozie koncentracyjnym Löhnerowi-Bedzie. Lehár twierdził, że interweniował w tej sprawie osobiście u Hitlera, jednak bez rezultatu.
W styczniu 1946 roku ze względu na konieczność zapewnienia Sophie, chorej na anginę pectoris, lepszej opieki lekarskiej Lehárowie przenieśli się do Zurychu i zamieszkali w apartamencie hotelu „Baur au lac”. Chcąc, by jego utwory silniej oddziaływały na rynek angielski i amerykański, Lehár podjął próbę przeniesienia swego wydawnictwa z Austrii do Szwajcarii, co wywołało protesty stowarzyszenia autorów i kompozytorów AKM, obawiających się utraty procentów od tantiem. Spór doprowadził do procesu, który Lehár wygrał. Ostatecznie zadowolił się otwarciem w Londynie filii wydawnictwa. W 1947 roku, po 10 latach niewidzenia się, kompozytor spotkał się z Tauberem. 1 września w czasie spotkania odbywającego się w apartamencie Lehárów, nagle zmarła Sophie. Po jej śmierci chorym kompozytorem zaopiekowała się o 20 lat młodsza siostra Emmy. 8 stycznia 1948 roku, po trzymiesięcznej chorobie zmarł Tauber. 6 lutego Lehár dyrygował w Zurychu koncertem ku czci zmarłego przyjaciela.
Ponieważ w czerwcu lekarze stwierdzili poprawę stanu zdrowia, Lehár skorzystał z tego i powrócił do Austrii, do Ischl. Do wiedeńczyków miał żal o to, że nie uchronili przed splądrowaniem jego pałacyku, w wyniku czego utracił gromadzone od 50 lat zbiory. W Ischl jego stan zdrowia znowu się pogorszył. Stwierdzono raka żołądka. 19 października delegacja władz miasta wręczyła kompozytorowi honorowe obywatelstwo Ischl. Aby przedłużyć jego życie, lekarze codziennie dokonywali transfuzji krwi. Lehár zmarł 21 października o 3. po południu, we śnie. 30 października został uroczyście pochowany na cmentarzu w Ischl obok urny z prochami żony.

## Twórczość
| Tytuł oryginału                           | Tytuł polski                        | gatunek          | Libretto                              | Data premiery               | Miejsce premiery                  | Liczba aktów | Uwagi                            |
| Kukuschka                                 | Kukułka                             | opera            | Feliks Falzari                        | 27 listopada 1896           | Lipsk Vereinigte Stadttheather    | 3            |                                  |
| Wiener Frauen                             | Wiedeńskie kobietki                 | operetka         | Ottokar Tann-Bergler, Emil Norini     | 21 listopada 1902           | Wiedeń Theater an der Wien        | 3            |                                  |
| Der Rastelbinder                          | Druciarz                            | operetka         | Victor Léon                           | 20 grudnia 1902             | Wiedeń Carl-Theater               | 3            |                                  |
| Der Göttergatte                           | Boski małżonek                      | operetka         | Victor Léon, Leo Stein                | 20 stycznia 1904            | Wiedeń Carl-Theater               | 2            |                                  |
| Die Juxheirat                             | Małżeństwo dla żartu                | operetka         | Julius Bauer                          | 1904. december 22           | Bécs Theater an der Wien          | 3            |                                  |
| Tatjana                                   | Tatiana                             | opera            | Felix Falzari, Max Kalbeck            | 10 lutego 1905              | Brno Stadttheater                 | 3            | nowa wersja Kukułki              |
| Die lustige Witwe                         | Wesoła wdówka                       | operetka         | Victor Léon, Leo Stein                | 30 grudnia 1905             | Wiedeń Theater an der Wien        | 3            |                                  |
| Der Schlüssel zum Paradies                | Klucz do raju                       | operetka         | Emil Norini, Julius Horst             | 20 października 1905        | Lipsk Neues Operettentheater      | 3            | Nowa wersja Wiedeńskich kobietek |
| Peter und Paul reisen ins Schlaraffenland | Piotrek i Paweł w krainie leniuchów | baśń muzyczna    | Robert Bodanzky, Fritz Grünbaum       | 1 grudnia 1906              | Wiedeń Theater an der Wien        | 5            |                                  |
| Mitislaw der Moderne                      | Mścisław Nowoczesny                 | operetka         | Robert Bodanzky, Fritz Grünbaum       | 5 stycznia 1907             | Wiedeń kabaret Die Hölle          | 1            |                                  |
| Der Mann mit den drei Frauen              | Mąż trzech żon                      | operetka         | Julius Bauer                          | 21 stycznia 1908            | Wiedeń Theater an der Wien        | 3            |                                  |
| Das Fürstenkind                           | Dziecko księcia                     | operetka         | Victor Léon                           | 7 października 1909         | Wiedeń Johann Strauss-Theater     | 3            |                                  |
| Der Graf von Luxemburg                    | Hrabia Luksemburg                   | operetka         | Alfred Maria Willner, Robert Bodanzky | 12 listopada 1909           | Wiedeń Theater an der Wien        | 3            |                                  |
| Zigeunerliebe                             | Cygańska miłość                     | operetka         | Alfred Maria Willner, Robert Bodanzky | 8 stycznia 1910             | Wiedeń Carl-Theater               | 3            |                                  |
| Eva                                       | Ewa                                 | operetka         | Alfred Maria Willner, Robert Bodanzky | 24 listopada 1911           | Wiedeń Theater an der Wien        | 3            |                                  |
| Rosenstock und Edelweiss                  | Rosenstock i Edelweiss              | singspiel        | Julius Bauer                          | 1 grudnia 1912              | Wiedeń kabaret Die Hölle          | 1            |                                  |
| Die ideale Gattin                         | Idealna żona                        | operetka         | Julius Brammer, Alfred Grünwald       | 10 października 1913.       | Wiedeń Theater an der Wien        | 3            | na motywach Boskiego małżonka    |
| Endlich allein                            | Nareszcie sami                      | operetka         | Alfred Maria Willner, Robert Bodanzky | 30 stycznia 1914            | Wiedeń Theater an der Wien        | 3            |                                  |
| Der Sterngucker                           | Astronom                            | operetka         | Fritz Löhner-Beda                     | 14 stycznia 1916            | Wiedeń Theater in der Josefstadt  | 3            |                                  |
| Pacsirta Wo die Lerche singt              | Skowronek                           | operetka         | Alfred Maria Willner, Heinz Reichert  | 1 lutego 1918 27 marca 1918 | Wiedeń Theater an der Wien        | 3            |                                  |
| Die blaue Mazur                           | Biały mazur                         | operetka         | Béla Jenbach                          | 28 maja 1920                | Wiedeń Theater an der Wien        | 3            |                                  |
| Die Tangokönigin                          | Królowa tanga                       | operetka         | Julius Brammer, Alfred Grünwald       | 9 września 1921             | Wiedeń Apollo-Theater             | 3            | nowa wersja Idelanej żony        |
| Frühling                                  | Wiosna                              | singspiel        | Rudolf Eger                           | 20 stycznia 1922            | Wiedeń kabaret Die Hölle          | 1            |                                  |
| La danza delle Libellule                  | Taniec Libelli                      | operetka         | Carlo Lombardo                        | 3 maja 1922                 | Mediolan Teatro Lirico            | 3            | nowa wersja Astronoma            |
| Frasquita                                 | Frasquita                           | operetka         | Alfred Maria Willner, Heinz Reichert  | 12 maja 1922                | Wiedeń Theater an der Wien        | 3            |                                  |
| Die gelbe Jacke                           | Żółty kaftan                        | operetka         | Victor Léon                           | 9 lutego 1923               | Wiedeń Theater an der Wien        | 3            |                                  |
| Libellentanz                              | Taniec Libelli                      | operetka         | Carlo Lombardo, Alfred Maria Willner  | 31 marca 1923               | Wiedeń Stadttheater               | 3            | niemiecka wersja Tańca Libelli   |
| Clo-Clo                                   | Clo-Clo                             | operetka         | Béla Jenbach                          | 8 marca 1924                | Wiedeń Bürgertheater              | 3            |                                  |
| Paganini                                  | Paganini                            | operetka         | Paul Knepler, Béla Jenbach            | 30 października 1925        | Wiedeń Johann Strauss-Theater     | 3            |                                  |
| Gigolette                                 | Gigolette                           | operetka         | Carlo Lombardo, Gioacchino Forzano    | 30 grudnia 1926             | Mediolan Teatro Lirico            | 3            | nowa wersja Tańca Libelli        |
| Der Zarewitsch                            | Carewicz                            | operetka         | Béla Jenbach, Heinz Reichert          | 16 lutego 1927              | Berlin Deutsches Künstlertheater  | 3            |                                  |
| Frühlings- mädel                          | Wiosenna dziewczyna                 | operetka         | Rudolf Eger                           | 29 maja 1928                | Berlin Neues Theater am Zoo       | 3            | nowa wersja singspielu Wiosna    |
| Friederike                                | Fryderyka                           | operetka         | Ludwig Herzer, Fritz Löhner-Beda      | 4 października 1928         | Berlin Metropol-Theater           | 3            |                                  |
| Das Land des Lächelns                     | Kraina uśmiechu                     | operetka         | Ludwig Herzer, Fritz Löhner-Beda      | 10 października 1929        | Berlin Metropol-Theater           | 3            | nowa wersja Żółtego kaftana      |
| Schön ist die Welt                        | Piękny jest świat                   | operetka         | Ludwig Herzer, Fritz Löhner-Beda      | 3 grudnia 1930              | Berlin Metropol-Theater           | 3            | nowa wersja Nareszcie samych     |
| Der Fürst der Berge                       | Książę gór                          | operetka         | Victor Léon                           | 23 września 1932            | Berlin Theater am Nollendorfplatz | 3            | nowa wersja Dziecka księcia      |
| Giuditta                                  | Giuditta                            | komedia muzyczna | Paul Knepler, Fritz Löhner-Beda       | 20 stycznia 1934            | Wiedeń Staatsoper                 | 5            |                                  |
| Garabonciás Diák                          | Garabonciás Diák                    | opera            | Ernö-Innocent Vincze                  | 20 lutego 1943              | Budapeszt Király Szinhaz          | 3            | nowa wersja Cygańskiej miłości   |

Zobacz też: operetka, muzyka.